# 삿포로 도시권

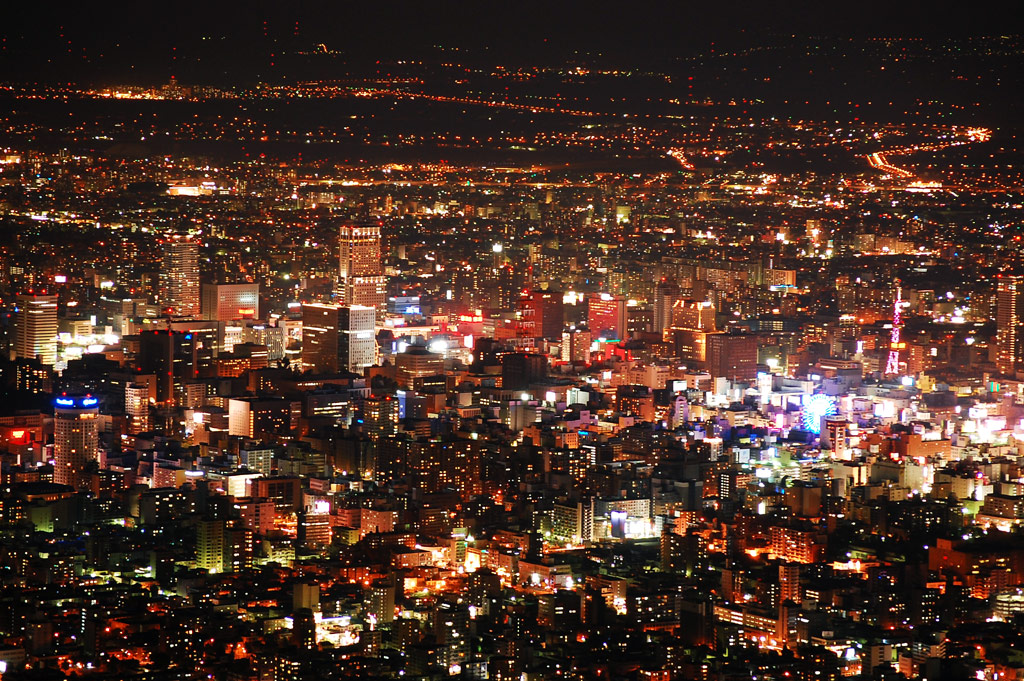

삿포로 도시권(일본어: 札幌都市圏)은 삿포로시를 중심으로 형성된 경제 권역 중에서, 삿포로 시와 그 인근의 위성도시를 묶은 지역을 가리킨다.

## 경제학적 정의

### 10퍼센트 고용권
- 인구 221만 7162명 (2000년 도시고용권)

2000년의 인구 조사에 근거한 삿포로 시의 도시고용권(10퍼센트 통근권)의 인구는 약 222만 명으로, 전국 7위의 규모이다.

#### 도시고용권의 변천
| 자치체('80) | 1980년                 | 1990년                 | 1995년                 | 2000년                 | 자치체(현재)   |
| ----------- | ---------------------- | ---------------------- | ---------------------- | ---------------------- | -------------- |
| 하마마스 촌 | -                      | -                      | -                      | -                      | 이시카리시     |
| 난포로정    | -                      | -                      | 삿포로 도시권 216만 명 | 삿포로 도시권 221만 명 | 난포로정       |
| 아쓰타 촌   | -                      | -                      | 삿포로 도시권 216만 명 | 삿포로 도시권 221만 명 | 이시카리시     |
| 이시카리 정 | 삿포로 도시권 175만 명 | 삿포로 도시권 209만 명 | 삿포로 도시권 216만 명 | 삿포로 도시권 221만 명 | 이시카리시     |
| 오타루시    | 삿포로 도시권 175만 명 | 삿포로 도시권 209만 명 | 삿포로 도시권 216만 명 | 삿포로 도시권 221만 명 | 오타루시       |
| 삿포로시    | 삿포로 도시권 175만 명 | 삿포로 도시권 209만 명 | 삿포로 도시권 216만 명 | 삿포로 도시권 221만 명 | 삿포로시       |
| 도베쓰정    | 삿포로 도시권 175만 명 | 삿포로 도시권 209만 명 | 삿포로 도시권 216만 명 | 삿포로 도시권 221만 명 | 도베쓰정       |
| 에베쓰 정   | 삿포로 도시권 175만 명 | 삿포로 도시권 209만 명 | 삿포로 도시권 216만 명 | 삿포로 도시권 221만 명 | 에베쓰시       |
| 히로시마 정 | 삿포로 도시권 175만 명 | 삿포로 도시권 209만 명 | 삿포로 도시권 216만 명 | 삿포로 도시권 221만 명 | 기타히로시마시 |
| 에니와시    | 에니와 도시권 4만 명   | 삿포로 도시권 209만 명 | -                      | -                      | 에니와시       |

- 1996년에 히로시마 정이 기타히로시마 시가 되었다. 2005년에는 이시카리 시가 아쓰타 군 아쓰타 촌과 하마마스 군 하마마스 촌을 편입했다.

### 1.5퍼센트 도시권
- 인구 250만 9530명 (2000년의 인구 조사 )

총무성 통계국의 인구 조사의 통계표에서는, 주변 각 시정촌의 15세 이상 인구 중 1.5퍼센트 이상이 삿포로 시로 통근·통학할 때에, 삿포로 대도시권으로 포함된다고 밝히고 있다. 이에 근거한 인구는 약 251만 명이다.

## 행정상의 정의

### 삿포로 광역권 조합
삿포로 시 인근의 시정촌은 삿포로 광역권 조합(특별지방공공단체)을 구성하고 있으며, 구성원은 다음 8개 시정촌으로 이시카리 지청의 관내 전역에 해당한다. 인구는 약 231만 명이다.
- 삿포로시
- 에베쓰시
- 지토세시
- 에니와시
- 기타히로시마시
- 이시카리시 (병합 이전의 구 아쓰타 촌과 하마마스 촌을 포함한다)
- 도베쓰정
- 신시노쓰촌

### 도오 도시권
삿포로시 총합교통계획부 교통계획과가 1994년에 실시한 ‘교통행동실태조사’에서는, 조사 대상 지역을 삿포로 시·오타루시·이시카리시·에베쓰시·기타히로시마시·에니와시·지토세시·도베쓰정·난포로정·나가누마 정으로 하고 있다. 또한 이들 지역을 가리켜 도오 도시권 7시 3정이라는 명칭을 설정하고 있다.
또한 홋카이도가 정한 삿포로권도시계획구역에서는 삿포로 시, 에베쓰 시, 기타히로시마 시, 이시카리 시, 오타루 시의 일부가 지정되어 있다.

## 삿포로 경제권
삿포로시의 소매 상권을 삿포로 경제권이라고 지칭하면, 해당 지역의 인구는 약 340만 명이 된다. 홋카이도청은 이 경제권을 도오권이라고 지칭하고 있다. 이 경제권을 구성하는 지역은 다음과 같다.
- 이시카리 지청 (230만 명)
- 소라치 지청 (37만 명)
- 시리베시 지청 (26만 명)
- 이부리청 (43만 명)
- 히다카 지청 (8만 명)

홋카이도는 규슈와 비교하면 면적은 배가 되지만, 전체 지방에서 하나의 현과 상당한 역할을 도청이 수행하고 있다. 따라서 행정상으로 삿포로 시가 가지는 도시권의 거점 역할은 크다. 또한 홋카이도의 인구는 560만 명이며 총생산액은 20조 엔으로, 미나미토호쿠의 3현이나 덴마크와 비슷한 수준이다. 따라서 경제면에서도 삿포로 시가 가지는 역할은 크게 나타나며, 삿포로 도시권에서는 홋카이도 지역이 삿포로 시를 극으로 하는 집중을 보이고 있다. 이를 통해 주변의 경제관계가 깊은 지청과 함께 삿포로 경제권(도오 지방)을 형성하고 있다.
홋카이도는 기타토호쿠 3현과 ‘홋카이도·기타토호쿠 지사서미트’를 개최하고, 홋카이도와 3개 현의 합동사무소를 해외에 설치하는 등 혼슈 북부와의 깊은 관계를 가지고 있다. 따라서 배후 경제권의 확대를 실현할 수 있는지에 관심이 쏠리고 있다. 또한 홋카이도 신칸센이 건설중이지만, 장기적으로는 혼슈 북부지방과의 교류 인구의 증대나 배후 경제권의 확대가 기대되고 있다.

## 주요 교통기관

### 공항
- 신치토세 공항 (삿포로 공항)
- 삿포로 비행장 (오카다마 공항)

### 철도
- 홋카이도 여객철도
  - 하코다테 본선
  - 지토세 선
  - 삿쇼 선 (학원도시 선)
- 삿포로 시 교통국
  - 삿포로 시영 지하철
    - 도자이 선
    - 난보쿠 선
    - 도호우 선

  - 삿포로시전 (노면전차)